# Apicia leprosa
Apicia leprosa là một loài bướm đêm trong họ Geometridae.